# 21728 Zhuzhirui
21728 Zhuzhirui è un asteroide della fascia principale. Scoperto nel 1999, presenta un'orbita caratterizzata da un semiasse maggiore pari a 2,6661710 UA e da un'eccentricità di 0,0559429, inclinata di 15,22552° rispetto all'eclittica.